# Lodhran
Lodhran (en ourdou : لودھران) est une ville pakistanaise, et capitale du district de Lodhran, dans la province du Pendjab.
Lodhran est une importante gare de jonction. La ligne venant de Karachi (sud) se divise en trois à Lodhran, l'une vers Multan, une vers Khanewal et la dernière vers Kasur.
La population de la ville a été multipliée par près de huit entre 1972 et 2017, passant de 14 232 habitants à 117 851. Entre 1998 et 2017, la croissance annuelle moyenne s'affiche à 3,1 %, nettement supérieure à la moyenne nationale de 2,4 %. En 2023, la population de la ville monte à 144 512 habitants.
Près de 70 % des habitants parlent le saraiki, tandis qu'environ 19 % des habitants ont l'ourdou pour langue maternelle et 9 % le pendjabi.
Essentiellement musulmane, la ville inclut une petite minorité chrétienne, comptant environ 1 000 fidèles.
Le taux d'alphabétisation de la ville s'élève à 67 % en 2023 (contre une moyenne nationale de 61 %), dont 74 % pour les hommes et 60 % pour les femmes.
|            | 1972 (rec.) | 1981 (rec.) | 1998 (rec.) | 2017 (rec.) | 2017 (rec.) |
| ---------- | ----------- | ----------- | ----------- | ----------- | ----------- |
| Population | 14 232      | 21 791      | 64 952      | 117 851     | 144 512     |